# Cederwaldmühle
Die Cederwaldmühle oder auch Zederwaldsmühle war eine Papiermühle und spätere Papierfabrik im Stadtteil Stadtmitte von Bergisch Gladbach an der Strunde.

## Geschichte
Als erste Mühle, die am Rande des Zederwalds gebaut wurde, wird eine Pleißmühle erwähnt. Ob sie schon an einem Umbach erbaut war, wie die Karte des Zederwalds aus dem Lagerbuch der Komturei Herrenstrunden von 1732 zeigt, lässt sich nicht sagen. Sie stand jedenfalls auf dem Deich, der hier aus Umbach und Strunde gebildet wurde. Nach einer Steuerliste von 1686/87 ist die Pleißmühle am Driesch des Johann Schürmann vor 1586 abgebrannt. Der Herrenstrundener Komtur Bernhard von Capell ließ 1682/83 eine Lederwalkmühle für die Komturei anstelle der verfallenen Pleißmühle bauen. Sie wurde von einem unterschlächtigen Wasserrad angetrieben und verfügte über ein Gefälle von 6 Fuß.
1806 säkularisierten die Franzosen auch den Malteserorden, wodurch dessen Liegenschaften in Staatsbesitz übergingen. Später kaufte sie Gerhard Jakob Fues. Er baute die Zederwaldsmühle 1820 zu einer neuen Produktionsstätte für Papier auf. Im Strunderbachprotokoll von 1823 werden hier eine Papier- und eine Lederwalkmühle aufgeführt. Über letztere finden sich allerdings keine weiteren Unterlagen. Am 15. Januar 1865 pachtete Carl Richard Zanders mit der Gohrsmühle auch die Zederwaldsmühle, die er als Halbstoffmühle gebrauchte. Diese wurde 1869 an den Grubensteiger Heinrich Emondts verpachtet, der dort Watte und Pappdeckel herstellte.  1872 kaufte Wilhelm Hanebeck die Zederwaldsmühle. Mit einer 150 Zentimeter breiten Einzylindermaschine produzierte er vom 26. April 1873 an zunächst nur Pappe, später auch Papier. 1911 wurde eine Altpapiersortieranlage eingerichtet. Die Weltwirtschaftskrise konnte die Firma Hanebeck aber nicht überleben. 1931 kam es zur Zwangsversteigerung der bereits stillliegenden Fabrik mit ihrer unzeitgemäßen Ausstattung.
Der Autohändler und spätere Bergisch Gladbacher Bürgermeister Moritz J. Weig erwarb das Unternehmen im selben Jahr und ließ es unter der Firma Moritz J. Weig, Papier-Pappenfabrik Cederwaldmühle ins Handelsregister eintragen. 1950 beschäftigte er 160 Mitarbeiter. Die erzeugte Pappe wurde vorwiegend für die Kartonagen- und Faltschachtelindustrie, aber auch als Verpackungsmaterial für die Kleineisen- und Nahrungsmittelindustrie sowie für chemische und pharmazeutische Produkte gebraucht. Wegen mangelnder Ausdehnungsmöglichkeiten wurde 1956/57 ein Zweigwerk WEIG in Mayen in der Eifel errichtet, wohin 1972 die gesamte Produktion verlagert wurde. Das alte Betriebsgelände diente noch längere Zeit als Altpapiersammelstelle, ehe es die Firma J. W. Zanders übernahm.
Von der vorindustriellen Mühle sind heute keine sichtbaren Reste mehr vorhanden.

## Bauten Moritz J. Weig Papier- und Pappenfabrik
Aus dem späteren 19. und der ersten Hälfte des 20. Jahrhunderts sind die Bauten der Papierfabrik Moritz J. WEIG erhalten. Die Aufnahmen entstanden bei einer Begehung im Herbst 2021.

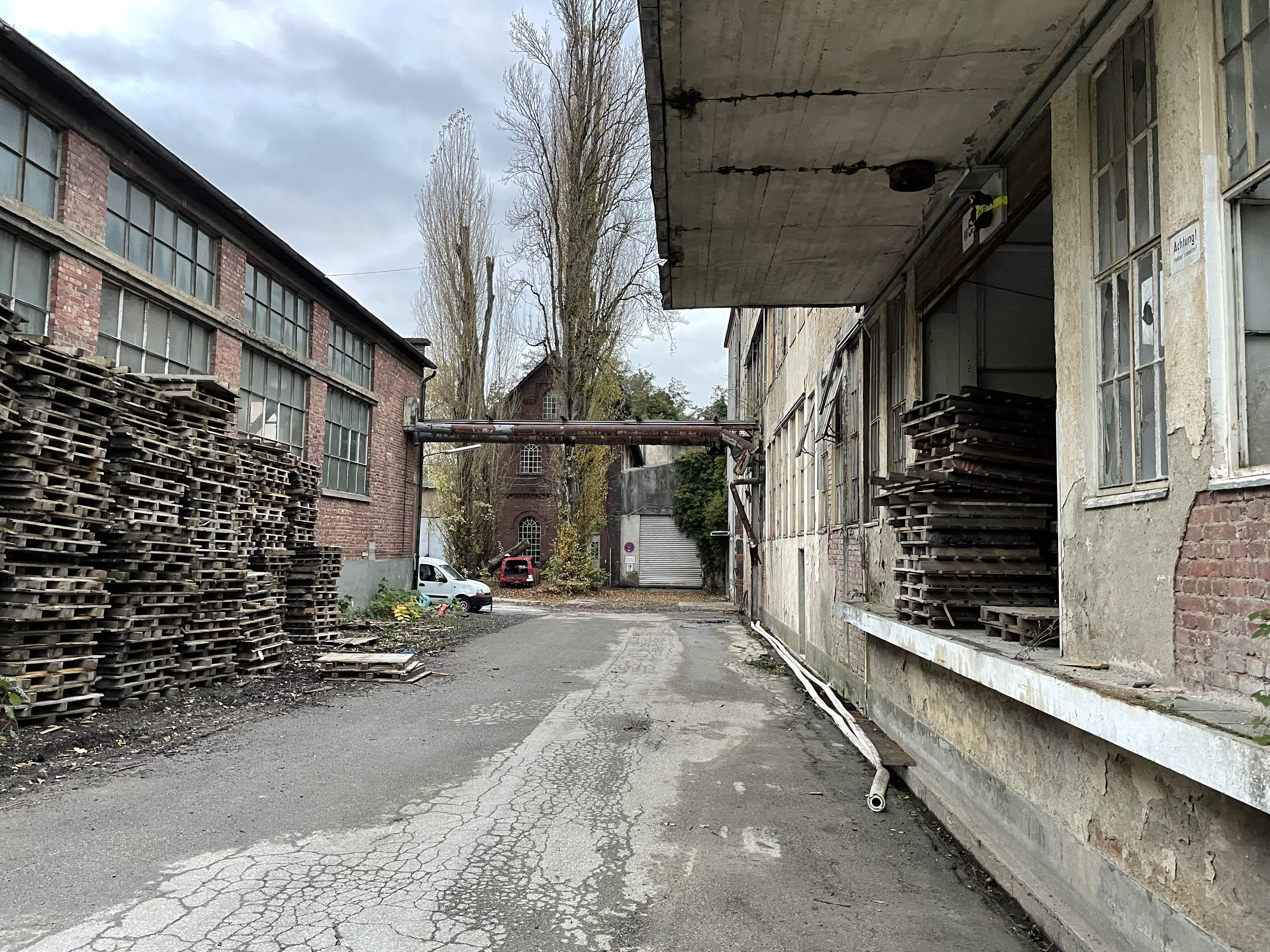
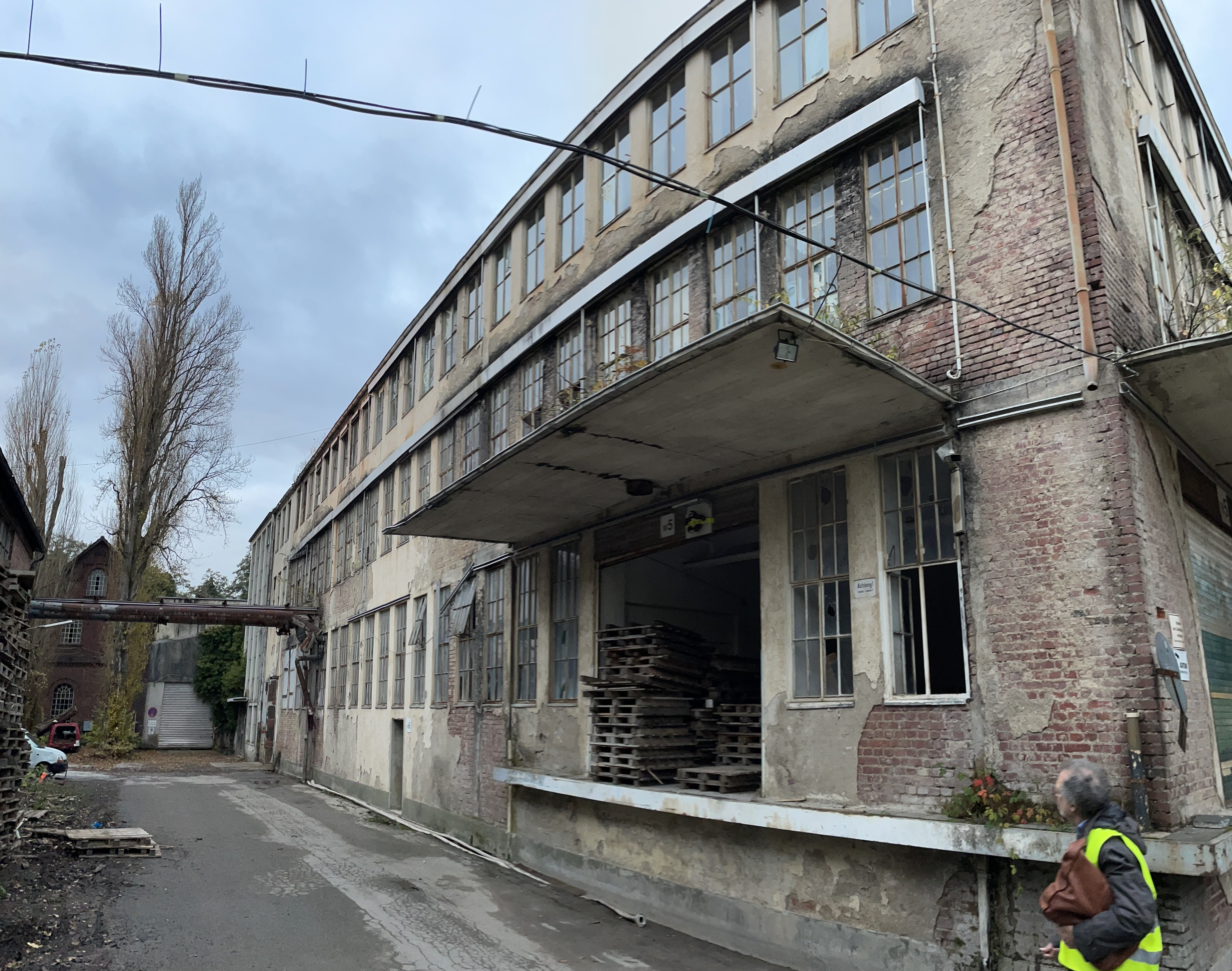
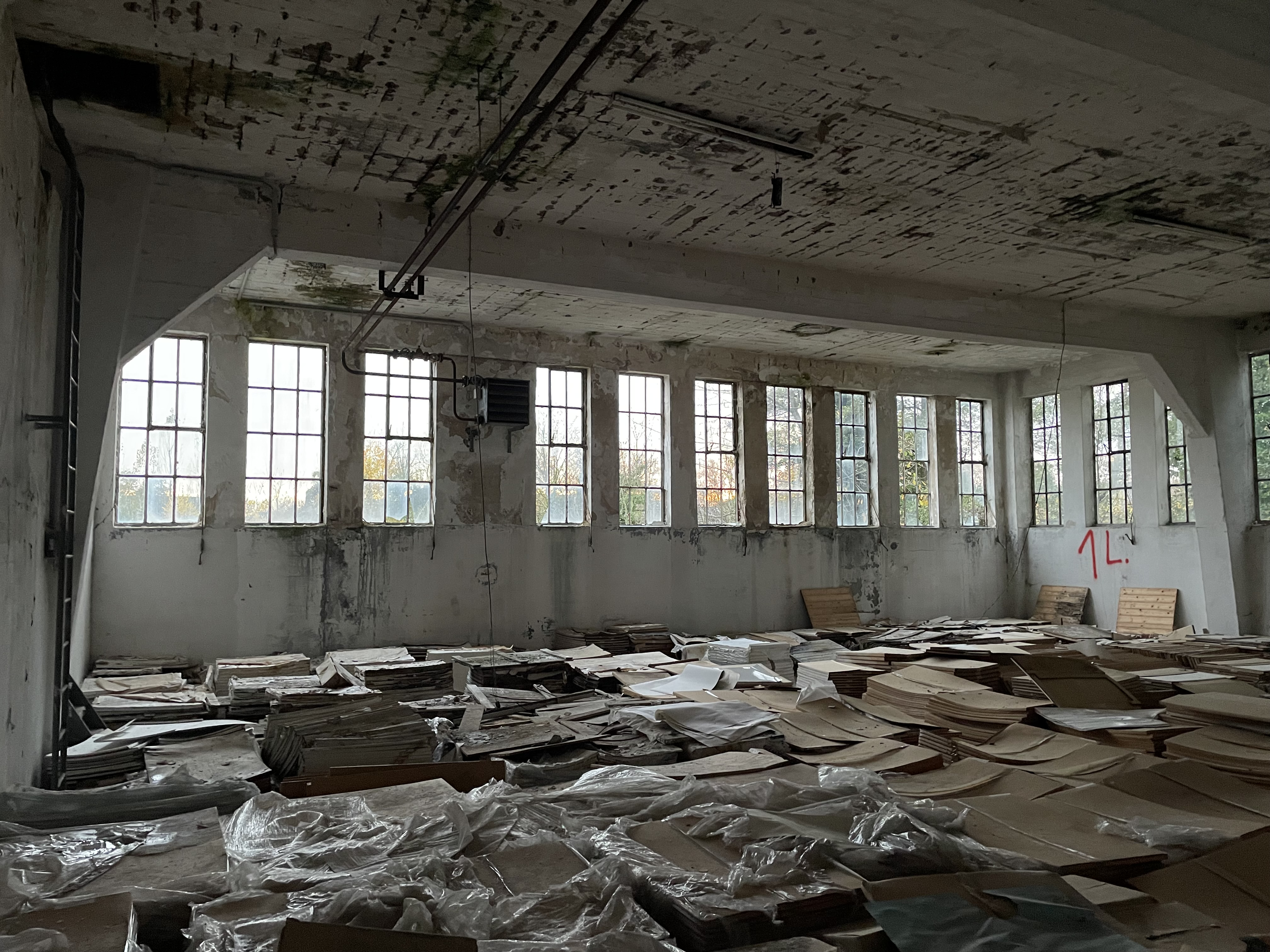
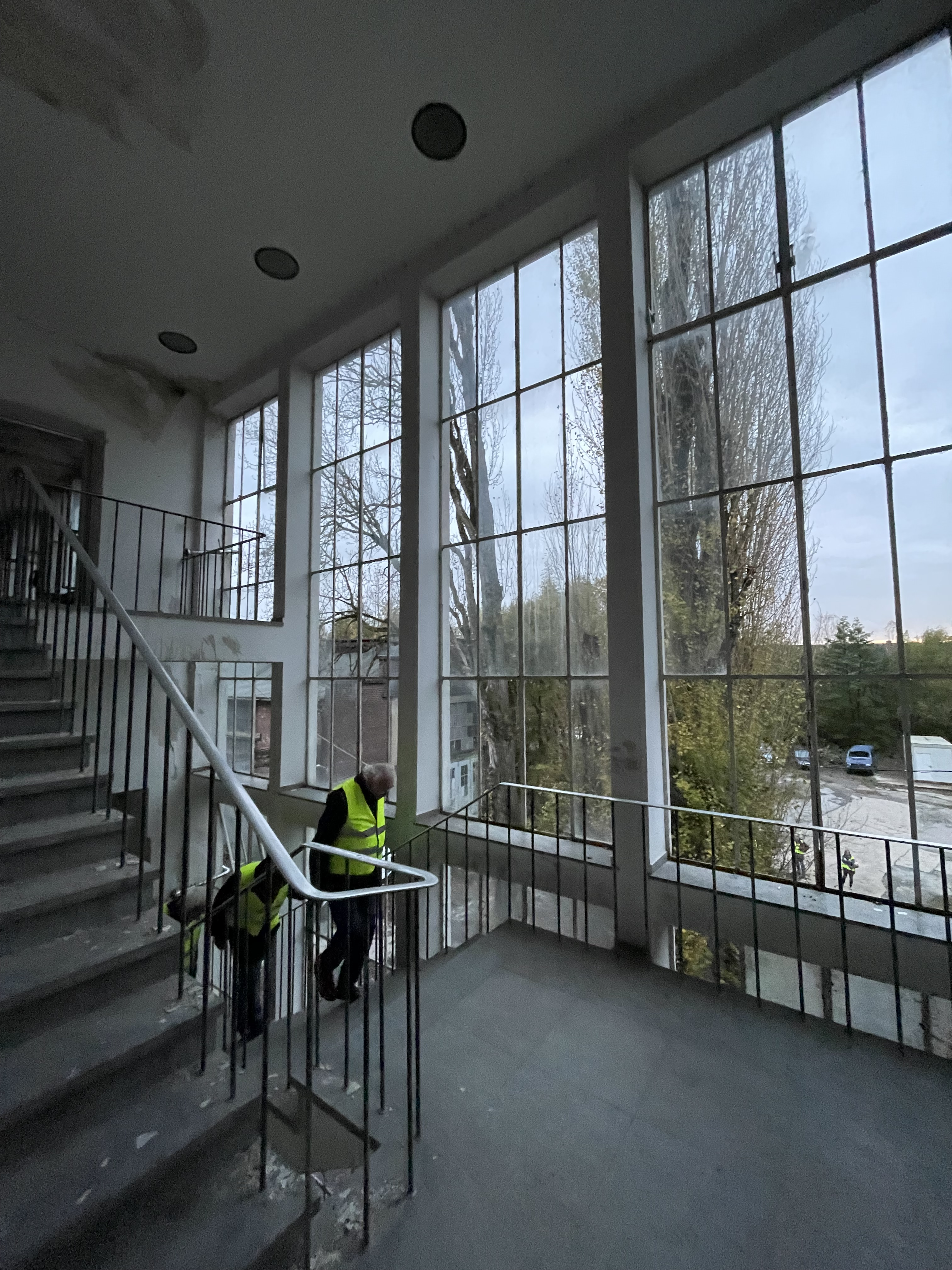
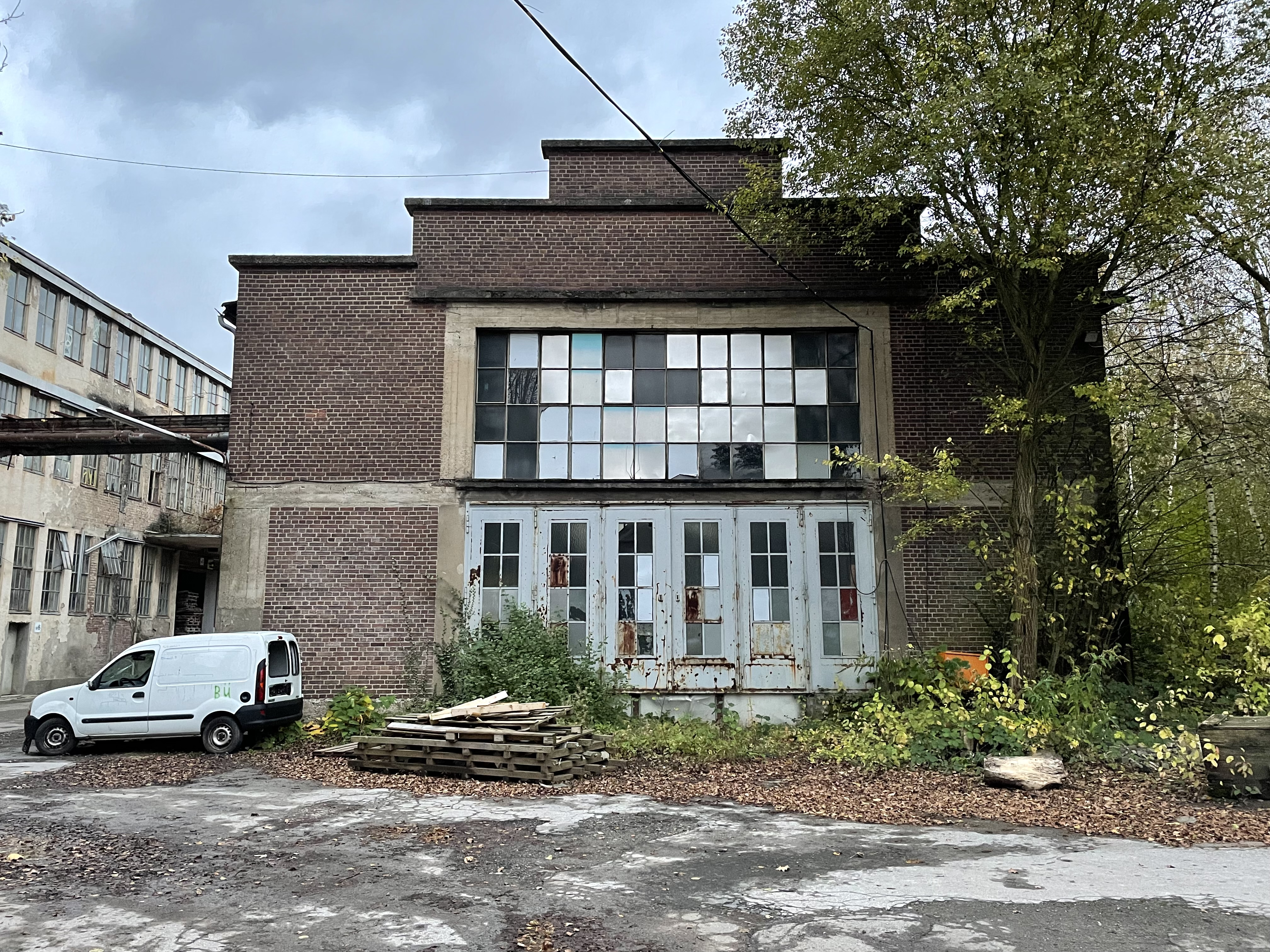
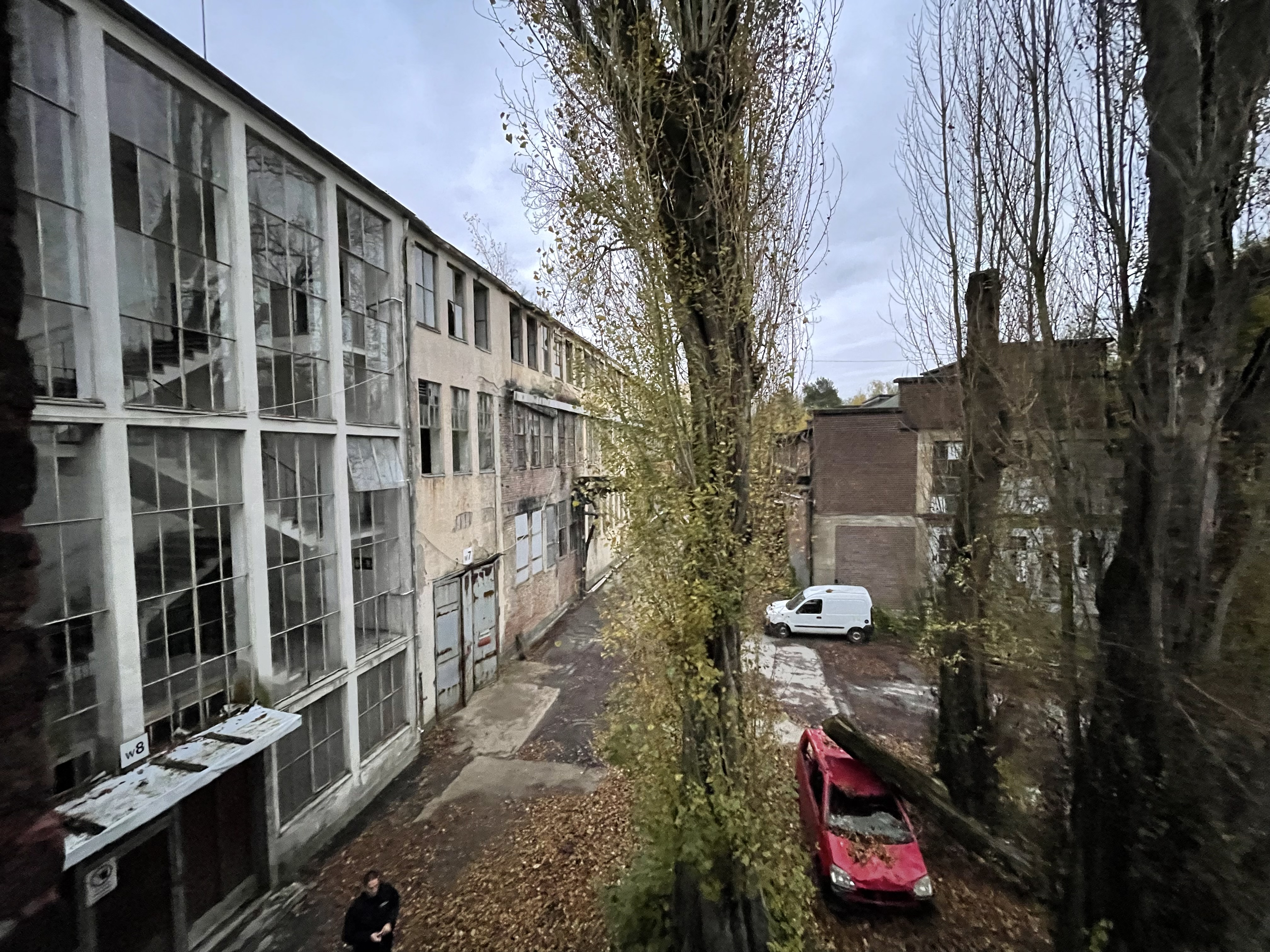
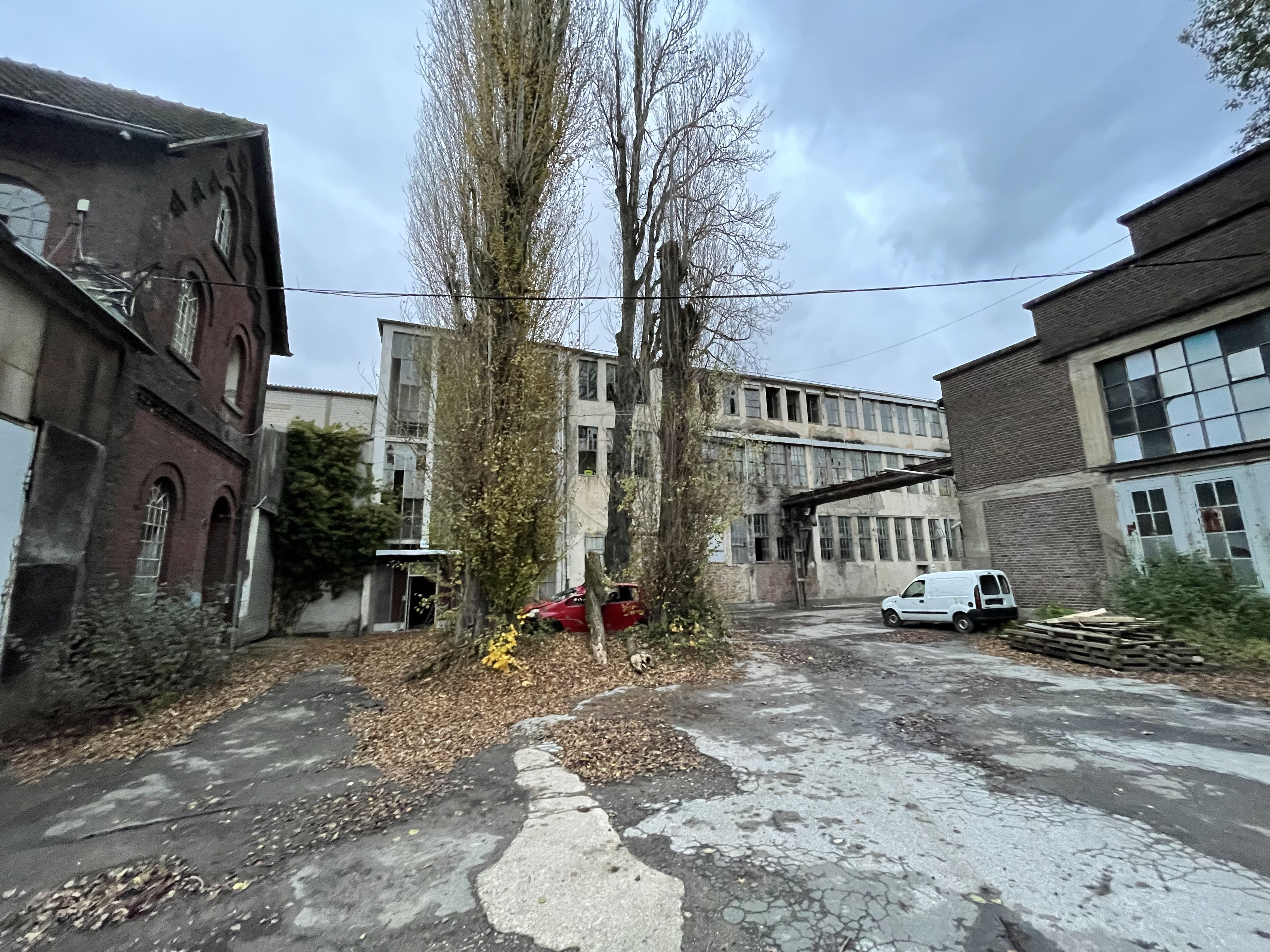
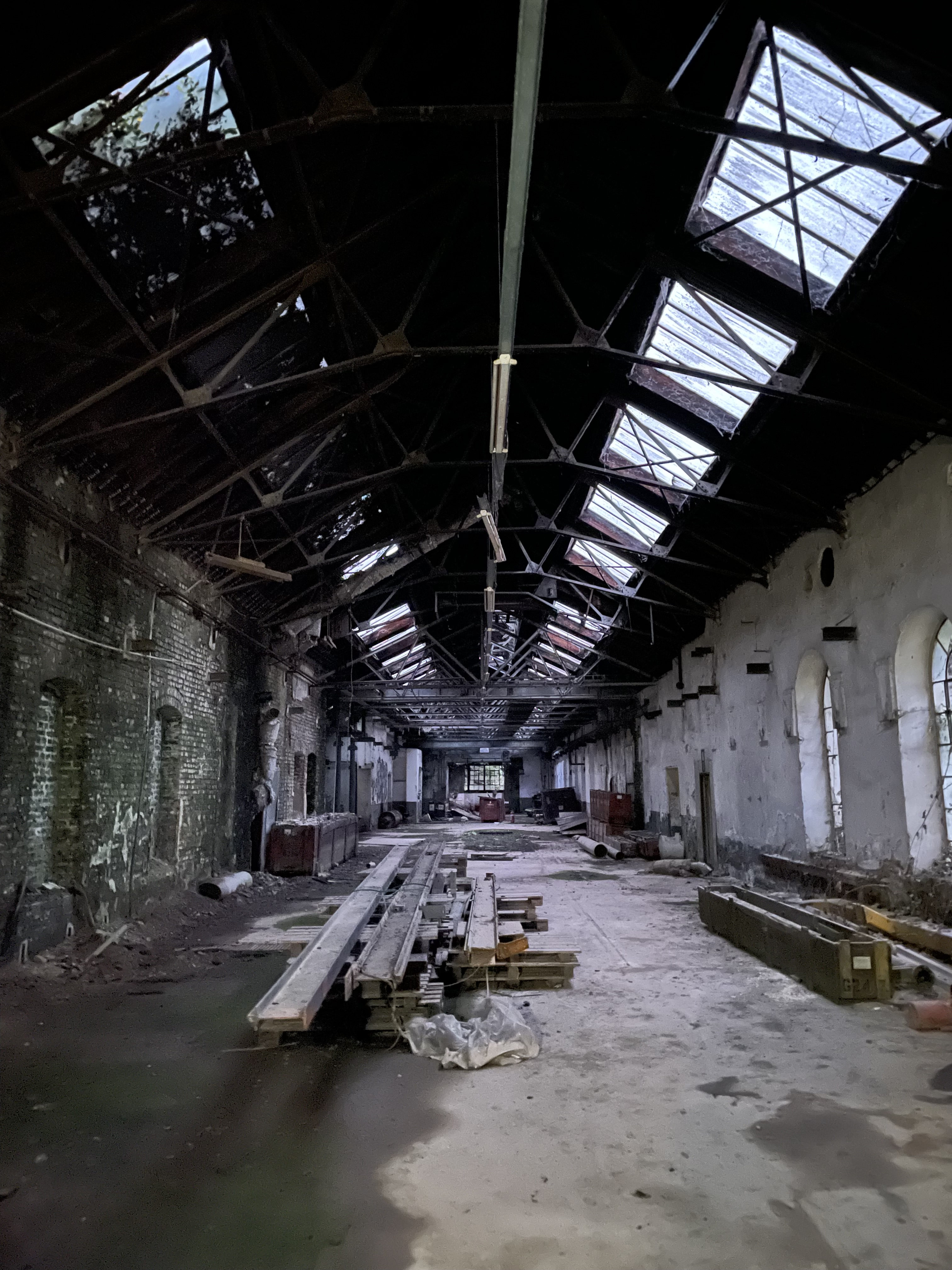